# Libripens
Libripens (česky vážný) byl plnoprávný starořímský občan, jehož účast byla nutná při některých právních jednáních. Bez jeho účasti by nebyla platná, kromě toho znal zpaměti potřebné právní fráze, jejichž přesné dodržení bylo další podmínkou platnosti. Vybaven byl váhami a kusem bronzu (raudusculum).
Některá právní jednání v římském právu, zejména při odevzdání věci, se konala ve formě obrazného trhu, tzv. per aes et libram. Dosavadní držitel věci ji odevzdal v přítomnosti alespoň pěti dospělých římských občanů a vážného nabyvateli, ten po odříkání předepsaných slov udeřil kusem bronzu, který symbolizoval cenu, o váhy a předal ho odevzdávajícímu. Konkrétně šlo o:
- převod vlastnictví mancipací (mancipatio)
- zápůjčku (nexum)
- jeden ze tří druhů testamentu (testamentum per aes et libram)[3]
- uzavření manželství koempcí (coemptio)
- propuštění z moci otcovské emancipací (emancipatio)